# Rio Botoşana (Suha)
O Rio Botoşana é um rio da Romênia, afluente do Rio Suha, localizado no distrito de Suceava.. Está localizado nas coordenadas geográficas 47,5442°N (latitude e 25,8029°E (longitude).

## Afluentes
Os seguintes rios são afluentes do rio Suha: 
- À esquerda: Brăteasca, Botoşana, Muncel, Gemenea, Ursoaia e Valea Seacă;
- À direita: Negrileasa e Braniștea.